# 七瀬りの (AV女優)
七瀬 りの（ななせ りの、1993年3月3日 - ）は、日本の元AV女優。ファイブプロモーション所属。

## 人物・略歴
趣味は映画鑑賞、特技はピアノ・水泳・バレー。
愛知県出身。2012年8月、MAX-A専属でAVデビュー。2013年1月、BRW108に加入。
並行して撮影会モデルもこなしている。

## 作品
※MAX-A専属
2012年
- NewComer もっとHな事イッパイ知りたいの（8月10日）
- マシュマロBODY 感度良好♥ すっごく感じる恥じらいSEX（9月24日）
- 解禁。 初めての大量潮吹き&イラマチオ（10月12日）
- 暴走快感 汗だく本気セックス4本番（11月9日）
- ムチピチBODY 特別レッスン♡（12月14日）

2013年
- 即ズボ!そんな格好だとすぐヤラれちゃうよ!?（1月11日）
- スキありBODY いただきます♥（2月8日）
- Men’s 性感ごっくんエステ（3月8日）
- OL痴漢フルコース（4月12日）
- 狙われた女子校生 レイプの時間（5月10日）
- 性交依存症の制服少女3（6月13日、HERO）
- 魅せる絶頂9本番240分!!（6月14日）

## 出演
- ラブ♥ミーティング（2012年9月15日・2013年2月1 - 8日、FM FUJI）パーソナリティー:小倉奈々